# La Cage aux poules
Pour les articles homonymes, voir La Cage.
La Cage aux poules (titre original : The Best Little Whorehouse in Texas) est un film musical américain réalisé par Colin Higgins, sorti en 1982.
Il s'agit d'une adaptation de la comédie musicale de Carol Hall, Larry L. King et Peter Masterson créée à Broadway en 1978.

## Synopsis
Gilbert, petite cité texane, est célèbre dans tout le pays pour sa maison close, la « Cage aux poules », établissement tenu par la plantureuse Miss Mona. Un jour, Melvin Thorpe, journaliste de télévision, entend dénoncer, dans une émission, l'illégalité d'une telle maison. Mais il aura fort à faire avec Ed Dodd, le respecté shérif local et amant de Miss Mona.

## Fiche technique
- Titre : La Cage aux poules
- Titre original : The Best Little Whorehouse in Texas
- Réalisation : Colin Higgins
- Scénario : Colin Higgins, Larry L. King et Peter Masterson
- Musique : Carol Hall et Patrick Williams
- Photographie : William A. Fraker et Steven Poster (prises de vues additionnelles)
- Montage : David Bretherton, Nicholas Eliopoulos, Pembroke J. Herring et Jack Hofstra (de)
- Décors : Robert F. Boyle
- Costumes : Theadora Van Runkle
- Production : Robert L. Boyett, Colin Higgins, Peter Macgregor-Scott, Edward K. Milkis et Thomas L. Miller
- Pays d'origine : États-Unis
- Format : Couleurs -
- Genre : Comédie, musical
- Durée : 114 minutes
- Date de sortie : 1982
- Affiche : Michel Landi (France)

## Distribution
- Burt Reynolds (VF : Yves Rénier) : Shérif Ed Earl Dodd
- Dolly Parton (VF : Francine Lainé) : Mona Stangley
- Dom DeLuise (VF : Jacques Ferrière) : Melvin P. Thorpe
- Charles Durning (VF : William Sabatier) : le Gouverneur
- Jim Nabors (VF : Jacques Balutin) : Député Fred
- Robert Mandan (VF : Gabriel Cattand) : Senateur Charles Wingwood
- Lois Nettleton : Dulcie Mae
- Theresa Merritt (VF : Jacqueline Cohen) : Jewel
- Noah Beery Jr. : Edsel
- Barry Corbin : C.J.
- Ken Magee : Mansel
- Mary Jo Catlett : Rita Crowell
- Mary Louise Wilson : Miss Modene
- Howard K. Smith : lui-même
- Gail Benedict : Chicken Ranch Girl
- Gregory Itzin : un membre de l'équipe de Melvin

## À noter
- Bien avant Bodyguard et la reprise de Whitney Houston, Dolly Parton y chante I Will Always Love You. À l'origine, cette chanson a été écrite par Dolly Parton en 1973. Elle l'a réenregistrée dans une version différente pour La Cage aux poules.